# 歡喜之歌
《歡喜之歌》（日语：喜びの歌）是KAT-TUN的第4張單曲。在日本於2007年6月6日由J-One Records發售。

## 概要
- 「歡喜之歌」是成員田中聖主演的TBS系連續劇《特急田中3号》的主題歌。
- 初回限定盤同時收錄「歡喜之歌」MV的DVD。
- 收錄曲目、封面設計等，初回限定盤跟通常盤非同款設計。
- 自連續劇第三集開始放送加入了成員赤西仁的錄音後的6人版本。
- 6月6日發售，首週銷售量30萬張，獲得ORICON 2007年年終單曲第6名。

## 收錄曲

### 初回限定盤
1. 喜びの歌【歡喜之歌】
2. Your side

### 通常盤
1. 喜びの歌【歡喜之歌】
2. Your side
3. 喜びの歌【歡喜之歌】（原創・卡拉OK）
4. Your side（原創・卡拉OK）